# Herbert George Wells

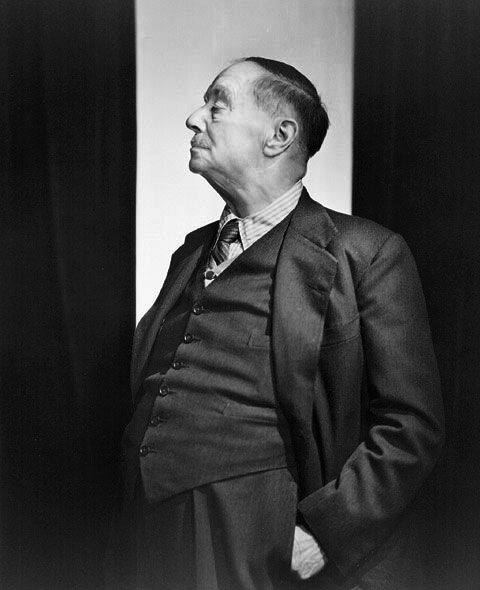
Yousuf Karsh: Herbert George Wells v roce 1943

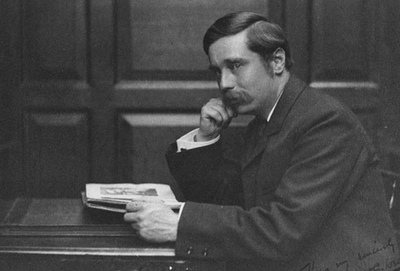
Frederick Hollyer: H. G. Wells, 1890

Herbert George Wells (21. září 1866 Bromley – 13. srpna 1946 Londýn), obvykle psaný H. G. Wells, byl anglický spisovatel. Společně s francouzským spisovatelem Julesem Vernem je nazýván „otec science fiction“. Do jeho knih se však výrazně promítly také jeho socialistické názory, takže mnohá jeho díla lze považovat za sociálně vědecké utopie. Tento rys jeho tvorby, tj. odklon od beletristické tvorby k tvorbě filosofické a sociální, začal postupně převládat zhruba od roku 1905. Je po něm nazván kráter H. G. Wells na odvrácené straně Měsíce.

## Život

### Dětství
Wells se narodil 21. září 1866 v Bromley, Atlas House, 47 High Street  (tehdy hrabství Kent, dnes Velký Londýn) ve velmi chudé rodině nižší střední třídy jako čtvrté a poslední dítě. Říkali mu „Bertie“. Wellsova matka, Sarah Neal, byla původně služka (komorná) a později hospodyně (panská) a její příjem byl dlouho hlavním příjmem rodiny. Zdědila také malý obchůdek s porcelánem a sportovními potřebami, ale ten byl prakticky nevýdělečný, takže v něm byl za prodejní pult postaven už v sedmi letech sám „Bertie“. Wellsův otec, Joseph Wells, se nechával najímat jako zahradník, v době Bertieho narození si však přivydělával především hraním kriketu v týmu hrabství Kent, v němž byli zkušení nadhazovači a pálkaři odměňováni penězi pocházejícími jednak z dobrovolných příspěvků a jednak od menších anglických klubů, u nichž se hrály zápasy. Matka byla protestantka, otec volnomyšlenkář a jejich vztahy nebyly nikdy příliš ideální.
V roce 1874 si „Bertie“ zlomil nohu a několik týdnů, kdy byl upoután na lůžko, strávil čtením knih, především z místní knihovny, které mu nosil otec a sousedé. „Bertie“ četbě propadl a od té doby datují životopisci jeho intenzivní zájem o literaturu. Později téhož roku se stal žákem soukromé Obchodní akademie Thomase Morleyho (založené v roce 1849, poté, co předchozí Morleyho škola zbankrotovala). Škola byla špatná, výuka nevyrovnaná, dle Wellse zaměřená hlavně na cizelování krasopisu a třídění účetních položek.
V roce 1877 si zlomil nohu ve stehnu Joseph Wells, což ukončilo jeho dráhu kriketového hráče, a musel si za pult rodinného krámku stoupnout sám. Rodina se ocitla ve svízelné finanční situaci. V říjnu 1879 mu matka opatřila místo pomocného učitele – studenta vyučujícího mladší žáky, na Národní škole v somersetském Wookey, kde dělal v té době její vzdálený příbuzný Arthur Williams krátce ředitele. V prosinci byl ovšem Williams propuštěn, neboť jeho předchozí kvalifikace učitele v Západní Indii byla shledána pro ředitelování jako nedostatečná, a s ním se ocitl bez místa i Wells.
Matka se v roce 1880 nechala zaměstnat jako hospodyně ve známém venkovském sídle Uppark v Sussexu, ovšem s podmínkou, že u sebe nebude mít rodinu. Manželství Sarah a Josepha ale už v této době stejně nefungovalo, a ač se nikdy nerozvedli, nadále se prakticky nestýkali. I přes matčinu podmínku Wells po ztrátě místa za matkou přijel, nakonec byl v Upparku tolerován a vracel se tam vždy, když mu něco nevyšlo, jak sám říkal: „jako falešný pětník“. Uppark byl pro Wellse i jinak důležitý. Měl velkolepou knihovnu a Wells se zde seznámil s mnoha klasickými díly, například Platónovou knihou Ústava nebo Utopií Thomase Mora.
V roce 1880 se Wells v městečku Midhurst nedaleko Upparku učil drogistou, pak o něj bylo krátce postaráno jako o žáka v internátu místního gymnázia (Midhurst Grammar School) a nakonec ho dala matka, považující stálou práci v obchodě za maximální vrchol kariéry, do učení na obchodního příručího ve velkém obchodu se suknem Hyde's Drapery Emporium v Southsea. Tyto roky považoval Wells za nejnešťastnější léta svého života a byly inspirací k sociálně-kritickým románům The Wheels of Chance a Kipps.

### Mládí
V roce 1883 Wells matku přesvědčil, aby ho vzala definitivně z učení, a vrátil se zpět na gymnázium v Midhurstu, nejprve jako student, pak jako pomocný učitel. Následující rok strávil intenzivním studiem latiny, chemie, matematiky a dalších přírodních věd, ke složení zkoušek na Normal School of Science (dnes část Imperial College London) v South Kensingtonu, kam se dostal v roce 1884. Tím získal nárok na státní stipendium, jímž tehdy britská vláda podporovala studenty techniky a přírodních věd, a tedy i šanci vymanit se z mezí své sociální vrstvy.
Do roku 1887 zde studoval zoologii a biologii, jeho učitelem byl i Thomas Henry Huxley, slavný biolog, agnostik a evolucionista, zvaný „Darwinův buldog“ (možná spíše „Darwinův biřic“). Stipendium měl 21 šilinků (1 guinea) týdně. Většina dělnických rodin tehdy měla kolem 10 šilinků na týden pro celou domácnost. Přesto Wells ve svém životopise
 vzpomíná na neustálý hlad a na dobových fotografiích skutečně vypadá, jako by trpěl podvýživou.
Začal však žít bohatým společenským i tvůrčím životem. Zapojil se do diskusních kroužků (Debating Society), založil s přáteli školní časopis The Science School Journal, v němž zveřejnil i svou první povídku o cestování v čase The Chronic Argonauts (Věční Argonauti, 1888), pravidelně navštěvoval Fabiánskou společnost (vzniklou v roce 1884) a veřejné přednášky v Kelmscott Manor (též Kelmscott House – dům spisovatele Williama Morrise). Poslední dvě společenství měly zásadní vliv na Wellsův příklon k myšlenkám socialismu.
Výsledkem roztříštěnosti jeho zájmů bylo nesložení zkoušek z geologie a ztráta stipendia. Byl zcela bez příjmů. V roce 1887 odjel do Wrexhamu v severním Walesu, kde získal místo podučitele na Holt Academy. Zde utrpěl (prý následkem drsného faulu) při ragbyovém zápase těžké zranění ledviny a během dlouhodobé léčby mu zjistili i tuberkulózu. S tuberkulózou nemohl vyučovat a roku 1888 byl opět na mizině. Ujala se ho teta Mary, sestřenice otce, a poskytla mu útočiště ve svém domě. Její dceru, Isabel Mary Wellsovou (tedy svou sestřenici ze druhého kolene) si v roce 1891 vzal za ženu.
Když se Wellsův zdravotní stav zlepšil, nastoupil v roce 1889 jako učitel do malé veřejné školy Henley House School v Kilburnu (severozápadní Londýn). Jeho žákem zde byl i sedmiletý Alan A. Milne, pozdější autor Medvídka Pú, jehož otec byl ve škole ředitelem. Zde získal čas doplnit si vzdělání večerním studiem na londýnské universitě, kde v r. 1890 získal titul bakaláře v oboru zoologie.
Zároveň se objevila recidiva nedoléčené tuberkulózy a to znamenalo definitivní ukončení učitelské dráhy. Naštěstí právě v té době prudce stoupal zájem o jeho literární práce a Wells se mohl začít živit jako spisovatel.

### Dospělost
Jeho prvním bestsellerem bylo Anticipations (Tušení, 1891), původně vydávané na pokračování v časopise The Fortnightly Review. Dalším bestsellerem a zároveň prvním knižním vydáním H. G. Wellse byl Stroj času (The Time Machine, 1895), jímž se stal prakticky přes noc světovým autorem. Druhý román Ostrov doktora Moreaua (The Island of Doctor Moreau, 1896) však vzbudil zcela odmítavé reakce. Kritika román odsoudila jako kruté a hnusné dílo, noviny otiskovaly pobouřené dopisy a odmítavé petice. Třetím románem Neviditelný (The Invisible Man, 1897) však Wells potvrdil svou ojedinělost a definitivně se etabloval v literární špičce. Společnost se mu povedlo rozpoltit ještě jednou, společensko-kritickým románem Anna Veronika – příběh moderní lásky (Ann Veronica, 1909), jehož hlavní hrdinka, panna z dobré rodiny, odmítne poslušnost rodičům, nechce se vdát a než aby o svém životě nechala rozhodovat druhé, raději opustí domov, aby se mohla svobodně rozhodnout pro partnera, po kterém touží i tělesně.
Již několik týdnů po Wellsově svatbě s Isabel Mary jej žena přistihla při nevěře se studentkou Amy Catherine Robbinsovou (přezdívanou Jane). Následoval rozvod, tehdy výjimečná událost a společenský skandál. Táhl se několik let. V r. 1895 si konečně Wells vzal Amy za ženu  a měl s ní dva syny: George Philipa (zvaného Gip, 1901 – 1985) a Franka Richarda (1903 ? ). Amy zůstala Wellsovou ženou až do své smrti v roce 1927.
Wells ovšem ani nadále nebyl vzorem věrnosti a proto měl ještě dvě další děti: Annu-Jane (1909 – ?) se spisovatelkou Amber Reeves (s jejímiž rodiči se kdysi poznal ve Fabiánské společnosti), a syna jménem Anthony West (1914–1987), se spisovatelkou a feministkou Rebeccou Westovou, o celých 26 let mladší než sám Wells.
Za prokázané se považují i jeho milostné vztahy k dalším ženám, jako byly např.: americká bojovnice za antikoncepci Margaret Sangerová, spisovatelka Elizabeth von Arnim, žurnalistka Odette Keun a ruská šlechtična (a špionka) Moura Budberg.
„Nikdy jsem nebyl velký milovník (amorist),“ napsal Wells ve svém životopise, „nicméně několik žen jsem miloval opravdu hluboce.“

### Politika
Při hodnocení života a díla H. G. Wellse hrají pro většinu komentátorů velikou roli jeho politické názory, zvláště pak vztah k socialismu. Wells ostře vnímal sociální rozdíly a napětí v tehdejší britské společnosti. I proto byl později v bývalých socialistických státech, zvláště v Sovětském svazu označován (a tedy i knižně vydáván) jako příznivec socialismu sovětského typu, který jen nebyl schopen pochopit zákonitost třídního boje a nutnost změny společenského zřízení revolucí. Wellsovy politické názory se však v průběhu jeho života vyvíjely a proměňovaly.

#### Fabiánství
Zprvu byl ovlivněn především myšlenkami Fabiánské společnosti, která šířila teorii fabiánského socialismu (tedy, že pomocí postupných reforem zanikne kapitalismus a vznikne socialismus), ale rozešel se s ní, neboť její činnost mu připadala málo radikální. Kritizoval ji i později, především za její špatné chápání ekonomiky a vzdělávacích reforem.

#### Světový stát
Jeho nejkonzistentnějším politickým názorem byla idea Světového státu, jehož vznik považoval zhruba od roku 1900 za nevyhnutelný. Očekával, že půjde o společensky plánovaný celek, který bude rozvíjet vědu, ukončí nacionalismy a umožní jednotlivcům růst na základě jejich zásluh a nikoliv původu. Ve své knize In the Fourth Year (Ve čtvrtém roce – rozumí se ve čtvrtém roce první světové války, 1918), navrhuje, aby každý národ světa na základě demokratických voleb a proporcionálního zastoupení delegoval své zástupce (volitele, podobně jako státy USA při prezidentských volbách) do Společnosti národů Toto mezinárodní společenství staví pak do kontrastu vůči imperialismu, a to nejen vůči tomu německému, s nímž se právě válčilo, ale i "vlídnějšímu" imperialismu britskému či francouzskému.

#### Komunismus
Po říjnové revoluci se Wellsovy hodnoty a politické ideály dostávaly v anglosaském světě pod stále ostřejší kritiku. Nedostatek informací o vývoji v sovětském Rusku ho v roce 1920 vedl k rozhodnutí navštívit ho osobně. Jako již věhlasný světový spisovatel se stal osobním hostem Maxima Gorkého, jeho prostřednictvím se setkal s vůdcem revoluce Leninem. Z Wellsovy knihy Russia in Shadow (u nás tradičně Rusko v mlze, lépe však asi Rusko ve stínu či Stíny Ruska, 1920) vyplývá, že na něj zpočátku působily vize o zlepšení sociálních podmínek nejnižších tříd, a Lenina vnímal jako sílu, která by mohla vést k onomu druhu "plánovaného světa", v nějž doufal.
V cyklu článků o této cestě, z nichž později kniha Russia in Shadow vznikla, a které vycházely na přelomu dvacátých let v listu The New York Times píše, že by panu Leninovi přál, aby se jeho vize uskutečnily, nicméně on sám v jejich realizaci příliš nevěří.
Podobně rozporuplný náhled jako na Lenina měl i na Stalina, s nímž se setkal 23. července 1934. Wellse interview, vedené prostřednictvím tlumočníka (Stalin žádný cizí jazyk neuměl), uvedlo do rozpaků. Nejdříve opatrně tvrdil, že nejasnost rozhovoru mohla být způsobena špatnou kvalitou tlumočníka, v levicově zaměřeném časopisu New Statesman prohlásil: „Nikdy jsem nepotkal spravedlivějšího, upřímnějšího a čestnějšího muže,“ a „Stalinův zlověstný image je neobjektivní nebo zkrátka falešný (unfair or simply false)“. Pak však zhodnotil Stalinovo vládnutí jako nesmírně rigidní, omezující nezávislost myšlení a nesměřující ke skutečné "Kosmopoli", v níž Wells doufal.
Nakonec Stalina zavrhl zcela a spolu s Hitlerem se stal předobrazem jeho knihy The Holy Terror (1939, do češtiny se obvykle překládá jako Svatý teror, ale význam v angličtině je širší a hravější, The Holy Terror je také někdy v češtině uváděn jako Diktátor, pod názvem Diktátor ovšem u nás vyšla i The Autocracy of Mr Parham z r. 1930, takže na zmatky v citacích buďme připraveni.)

#### Socialismus
Již ve dvacátých letech se Wells označil za antimarxistického socialistu a později dokonce prohlásil, že „by bylo lépe, kdyby se Karl Marx nikdy nenarodil“.
V roce 1922 na Londýnské universitě a v roce 1923 ve všeobecných volbách kandidoval za Labour Party, byl však jen náhradníkem zesnulého přítele W. H. R. Riverse a v samotné straně byla jeho podpora jen vlažná.
V závěru druhé světové války spojenecké síly zjistily, že jednotky SS sestavily tzv. Černou knihu, seznam intelektuálů a politiků, kteří měli být okamžitě zatčeni po plánované invazi do Británie. Wells byl na jednom z prvních míst a to pro "zločin socialismu". Nacistům též vadilo, že byl v roce 1934 jakožto prezident Mezinárodního PEN klubu iniciátorem vyloučení německého PEN klubu z této organizace, poté, co německý PEN klub odmítl členství osobám neárijského původu.

#### Pesimismus
Druhá světová válka byla pro Wellse velikou osobní ranou nejen proto, že se splnily jeho nejčernější předpovědi (tanky, letecká bombardování, setření hranic mezi bojovými liniemi a zázemím, obrovské ztráty mezi civilisty, neúcta k životu jednotlivce, absolutní diktatury), ale i pro naprosté selhání Společnosti národů, v níž viděl zárodek svého Světového státu.
Koncem války byl už Wellsův vliv na společenské dění a reálnou politiku minimální. Prohloubily se pesimistické stránky jeho povahy a jeho posledním dílem byla kniha Mind at the End of its Tether (S rozumem v koncích, listopad 1945). Toto dílo bylo ovlivněno svržením první atomové bomby na Hirošimu a je zároveň i jeho literárním a sociologickým testamentem.

### Poslední léta
Poslední léta života byl Wells zahořklý nejen vůči svému okolí, ale i vůči celé lidské společnosti. V knize Mind at the End of its Tether (S rozumem v koncích, 1945) napsal, že nahrazení lidstva jiným živočišným druhem není zase až tak špatný nápad. Mj. ale trávil spoustu času i malichernými sousedskými spory a jeho společenský i literární kredit rychle upadal. 20. století označil jako „Věk marnosti“ („The age of frustration“) a v předmluvě k The War in the Air (Válka ve vzduchu, 1941) prohlásil, že epitaf na jeho hrobě by měl znít: „Já jsem vám to říkal. Vy zatracení blázni!“
Wells zemřel 13. srpna 1946 v Londýně ve svém domě na Hanover Terrace č. 3, Regent's Park, na blíže nespecifikované příčiny, zřejmě cukrovku či rakovinu jater. Byl zpopelněn v krematoriu Golders Green a jeho popel byl rozptýlen do moře. Wellsovo přání, týkající se epitafu, nebylo splněno. Na jeho domě v Regent's Parku je umístěna modrá pamětní deska.

### Společenský život
H. G. Wells byl důsledným vegetariánem a zásadním odpůrcem vivisekce. Byl jedním z prvních členů a v letech 1933 – 1936 prezidentem PEN clubu. Jakožto diabetik byl jedním ze zakladatelů společnosti Diabetes UK, společnosti pro výzkum, léčbu a zlepšení života lidí s cukrovkou.
Jeho zájem o umění a design se spojil s politikou, když se v roce 1914 společně s několika dalšími osobnostmi podílel na vytvoření memoranda k Výboru pro obchod, v němž vyjádřili obavy o rozvoj britského průmyslového designu tváří v tvář zahraniční konkurenci a jejich návrhy byly přijaty, což vedlo k založení Asociace Designu a Průmyslu.

### Kontroverze
Mimo politických zastával Wells i celou řadu dalších názorů, které vzbuzovaly, či dodnes vzbuzují kontroverzní reakce.

#### Eugenika
Wells je uváděn jako příznivec eugeniky. V diskusi s Francisem Galtonem, spolutvůrcem teorie eugeniky, Wells prohlásil: „Věřím... že nikoli výběr těch nejúspěšnějších pro chov, ale sterilizace těch vadných je tou pravou možností jak zlepšit lidskou populaci.“
Někteří doboví eugenisté dokonce hovořili o tom, že degenerovaná stvoření ve Wellsově románu Stroj času (The Time Machine, 1895), jsou jasným vyjádřením Wellsova názoru, kam dospěje vývoj lidského druhu bez eugeniky. Například ekonom Irving Fisher řekl v roce 1912 v projevu adresovanému společnosti Eugenics Research Association: "Nordická rasa buď vymizí, nebo ztratí svou dominanci – pokud ovšem celé lidstvo neklesne tak hluboko, aby se, jak to vypodobnil H. G. Wells, stalo kořistí nějakého méně zdegenerovaného druhu!"
Román Ostrov Doktora Moreaua (The Island of Doctor Moreau, 1896) je ovšem možno interpretovat i jako varování před nepromyšlenými důsledky genetických experimentů.

#### Sionismus
Do první světové války byl Wells mírným příznivcem vytvoření samostatného židovského státu. Později se stal ostrým odpůrcem jakéhokoliv sionistického hnutí zcela zásadně. Vnímal ho jako povýšenecké a separatistické hnutí, v rozporu s jím prosazovanou vizí Světového státu. Nebyl ani příznivcem posilování židovské identity obecně, v některých utopických románech předpokládá, že Židé se budou v budoucnosti zcela asimilovat. Je třeba podotknout, že v jeho představách budoucnosti neexistovaly jakékoliv nacionalismy, jeho odpor proti sionismu pramení tedy z odmítání separatistických národních hnutí ze samé podstaty věci.

#### Wells versus Jules Verne
Ačkoliv jsou Wells i Jules Verne vždy uváděni společně jako otcové moderního sci-fi, o osmatřicet let starší Verne neměl Wellse rád a jeho obrovský úspěch v něm budil nevoli a rivalitu. V jednom rozhovoru Verne prohlásil: „Dostávám knihy pana Wellse a přečetl jsem si je. Jsou velmi zvláštní a řekl bych, také velice anglické. Ale nevidím žádný důvod, proč by se jeho práce měly srovnávat s mými. Netvoříme stejným způsobem. Zdá se mi, že jeho příběhy se naprosto nezakládají na vědeckém podkladě. Ne, mezi jeho a mou prací není nic srovnatelného. Já tvořím na základech fyziky. On si vymýšlí. Já se na Měsíc dostávám na dělové kouli vystřelené z děla. Na tom není nic vymyšleného. On letí na Mars v lodi, kterou zhotovil z kovu a která nepodléhá zákonům zemské gravitace. To je opravdu zábavné! Ale ukažte mi takový kov! Ať pan Wells takovou loď vyrobí!“
Podle statistik, oblíbených mezi fanoušky sci-fi, se ale ve 20. století uskutečnilo mnohem více předpovědí Wellse než Verna, ač mnoho vynálezů, o kterých píše Verne, bylo v jeho době již ve stádiu pokusů či přímo realizace, zatímco Wells předpověděl mnoho objevů, které nebyly v době jeho psaní ještě ani v plenkách.

### Vyplněné vize
Wells se skutečně v mnoha svých předpovědích trefil do černého. Jednou z těchto předpovědí je například tank, který Wells popisuje velmi moderně v povídce Obrněnci (The Land Ironclads, 1903) a na jehož vývoj měl dokonce přímý vliv. Tanky byly do armádní výzbroje zavedeny Winstonem Churchillem a poprvé byly použity 15. září 1916 v bitvě na Sommě, kde však tragicky uvízly v blátě. Wells tehdy osobně kontaktoval Churchilla a podle jeho návrhu byly vylepšeny pojízdné pásy tak, aby se už nebořily.
Z dalších vyplněných předpovědí je možno zmínit výrobu syntetických diamantů v The Diamond Maker (Výrobce diamantů, publikováno 1894, vyrábí se od r. 1955), bezdrátový přenos pohyblivého obrazu v The Crystal Egg (publikováno 1897, realizováno r. 1926), objev strategického radioaktivního materiálu v Tono-Bungay a The World Set Free (publikováno 1909 a 1914, realizováno 1933, americký fyzik Leó Szilárd dokonce prohlásil, že byl k bádání v tomto směru Wellsem přímo inspirován), moderní bojová letadla a kobercové nálety v A Dream of Armageddon (Sen o Armagedonu, publikováno 1901, první bombardér těžší vzduchu je z roku 1913) atd.

## Dílo
Dílo Herberta George Wellse se dá rozdělit do tří velkých skupin: na díla z oblasti science fiction, na společensko-kritické romány a na filozofickou, sociální a autobiografickou tvorbu.

### Science fiction
- Stroj času (The Time Machine, 1895), vědeckofantastický román o muži, který se přenesl do vzdálené budoucnosti (do roku 802 701), kde se setkal s lidskou rasou biologicky rozštěpenou na dva zcela odlišné a vzájemně nepřátelské poddruhy (obyvatelé povrchu Země, Eloánové, žijí rajským bezpracným životem, neboť je z podzemí zásobuje rasa Morloků, ti si však v noci vybírají mezi Eloány oběti ke svým lidožroutským hostinám).
- Ukradený bacil a jiné prózy (The Stolen Bacillus and Other Incidents,1895), fantastické povídky.
- Ostrov doktora Moreaua (The Island of Dr. Moreau, 1896) je vědeckofantastický román popisující biologické experimenty měnící zvířecí bytosti a přibližující je lidem a konflikty vyplývající z toho, že jejich osobnosti se jako celek neřídí lidskými schématy.
- Neviditelný (The Invisible Man, 1897), vědeckofantastický román líčící podivnou a tragickou životní dráhu mladého vědce, který se svým objevem neviditelnosti živé hmoty dostane do rozporu se zájmy společnosti a mravními zásadami lidstva.
- Příběh Gottfrieda Plattnera a jiné povídky (The Plattner Story and Others, 1897), povídky.
- Třicet podivných příběhů (Thirty Strange Stories, 1897), povídky.
- Válka světů (The War of the Worlds, 1898), snad nejslavnější Wellsův vědeckofantastický román popisující krvavou invazi mimozemšťanů z Marsu na Zemi (román proslavila zejména rozhlasová dramatizace Orsona Wellese z roku 1938, při jejímž poslechu vypukla panika, protože děj byl považován za skutečnost).
- Povídky prostoru a času (Tales of Space and Time, 1899), povídky.
- Až spáč procitne (When Sleepers Wake, 1899), vědeckofantastický román.
- První lidé na Měsíci (The First Men on the Moon, 1901), vědeckofantastický román vyprávějící příběh inženýra Cavora a jeho vynálezu – kovu pohlcujícího gravitaci, díky němuž může uskutečnit kosmickou výpravu na Měsíc a setkat se zde s jeho obyvateli. Jejich společnost je uspořádáním podobná mraveništi zkříženému s industriální společností a ukazuje úskalí absolutní specializace.
- Dvanáct povídek a sen (Twelve Stories and a Dream, 1903), povídky.
- Pokrm bohů (The Food of Gods, 1904), vědeckofantastický román.
- Za dnů komety (In theDays of the Comet, 1906), vědeckofantastický román.
- Válka ve vzduchu (The War in the Air, 1908), vědeckofantastický román.
- Země slepců a jiné povídky (The Country of the Blind and Other Stories, 1911), povídková sbírka. Titulní povídka popisuje v horách ztracenou vesnici, kde žijí jen slepci. Zbloudilý poutník se zamiluje do zdejší dívky, ale když s ní chce být, tak pouze za cenu vlastního oslepení. Plný smutku nakonec vesnici opouští, povídka poukazuje na nesmyslnost a slepotu diktatury.
- Lidé jako bozi (Men Like Gods, 1923), vědeckofantastický a utopický román, vyprávějící o řadovém novináři a všedním člověku, který se sám bez rodiny vypraví na dovolenou, se svým vozem se pojednou octne na silnici divů, dojede po ní do Utopie a poznává v ní přednosti a blaho života v beztřídní společnosti.
- Údolí pavouků (The Valley of Spiders, 1930), fantastické povídky.
- Podoba toho, co přijde (The Shape of Things to Come, 1933), vývoj lidstva od roku 1933 až do roku 2106.

### Společensko-kritické romány
- Láska a pan Lewisham (Love and Mr.Lewisham, 1900), román němž v hlavní hrdina obětuje milostnému vztahu svou kariéru i přátele.
- Kipps (1905), román o chudém chlapci, jemuž nečekané dědictví přináší několik chvil opojné radosti a vzápětí řadu trápení a starostí.
- Příběh pana Pollyho (The History of Mr. Polly, 1909), román líčí v řadě příběhů bezútěšný život a bankrot anglického maloměšťáka, zločin, jímž se vyprostí z nesnesitelného prostředí, a nový život, v němž najde splnění svých skromných tužeb.
- Tono-Bungay (1909), jeden z nejzdařilejších autorových realistických románů, který vypráví o pomíjivosti podnikatelského štěstí a hledání životních hodnot.
- Anna Veronika (Ann-Veronica, 1909), nejkontroverznější autorův sociální román, jde o příběh moderní lásky, který vyvolal obrovský rozkol v řadách čtenářů i kritiky (mladá dívka z dobré rodiny odmítne poslušnost rodičům, nechce se vdát, chce se svobodně rozhodnout pro partnera, po kterém touží i tělesně, raději opustí domov, než aby nechala o svém životě rozhodovat druhé).
- Manželství (Marriage, 1912), satirický román.
- Diktátor (The autocracy of Mr. Parham, 1930), předobrazem diktátora v tomto románu byl Wellsovi nejen Adolf Hitler, ale i Stalin, neboť Wells si přestal dělat o podstatě socialismu v Sovětském svazu jakékoliv iluze.
- Není nad opatrnost (You Can't Be Too Careful, 1941), v podstatě kritický životopis anglického maloměšťáka.

### Filozofická, sociální a autobiografická tvorba
- Tušení (Anticipations, 1901), dílo ovlivněné myšlenkami eugeniky, z dnešního pohledu zcela nepřijatelné pro svůj neskrývaný rasismus, antisemitismus a pohrdání psychicky a fyzicky postiženými lidmi.
- Moderní utopie (A Modern Utopia, 1905), klasická filosofická utopie o novém uspořádání lidské společnosti.
- Angličan se dívá na svět (An Englishman Looks at the World, 1914), eseje.
- Dějiny světa (The Outline of History, 1919–1920), historické dílo.
- Rusko v mlze (Russia in Shadow, 1920), spíše skeptický popis změn v komunistickém Rusku.
- Stručné dějiny světa (A Short History of the World, 1922).
- Věda o životě (The Science of Life, 1930), souhrn současných vědomostí o životě a jeho možnostech.
- Práce, blahobyt a štěstí lidstva (The Work, Wealth and Happiness of Mankind, 1931).
- Pokus o autobiografii (An Experiment in Autobiography, 1934), autorova autobiografie.
- Kříž s držadlem (Crux Ansata, 1943), Kritika kolaborace Vatikánu s fašismem, Proč nebombardujeme Řím? Kniha je dlouhodobě na katolickém indexu zakázaných knih.
- Nový světový řád (New World Order, 1940) – myšlenka jednotného světového řádu, který by měl přinést ukončení válek a nastolení míru.
- Rozum v koncích (Mind at the End of its Tether, 1945), filosoficko-sociální dílo, kde se kromě socialistického přístupu projevuje pesimismus a skepse vyvolaná mimo jiné i svržením první atomové bomby na Hirošimu.

## Filmografie
Celá řada románů (ať již vědeckofantastických nebo sociálně-kritických) od H. G. Wellse byla zfilmována. K nejznámějším filmovým adaptacím patří:
- První lidé na Měsíci (The First Men in the Moon, 1919), režie Bruce Gordon a J. L. V. Leigh, Velká Británie, němý film,
- Kipps (1921), režie Harold M. Shaw, Velká Británie, němý film,
- Neviditelný muž (The Invisible Man, 1933), režie James Whale, USA,
- Ostrov ztracených duší (Island of Lost Souls, podle románu Ostrov Dr. Moreaua, 1933), režie Erle C. Kenton, USA,
- Kipps (1941), režie Carol Reed, Velká Británie,
- Neviditelný agent (The Invisible Agent, volně na motivy románu Neviditelný, 1942), režie Edwin L. Marin, USA,
- Příběh pana Pollyho (The History of Mr. Polly, 1949), režie Anthony Pelissier, Velká Británie,
- Válka světů (The War of the Worlds, 1953), režie Byron Haskin, USA,
- Stroj času (The Time Machine, 1960), režie George Pal, USA,
- První lidé na Měsíci (The First Men in the Moon, 1964), režie Nathan Juran, Velká Británie,
- Městečko obrů (Village of the Giants, podle románu Pokrm bohů, 1965), režie Bert I. Gordon, USA,
- Půlka šestipence (Half a Sixpence, podle románu Kipps, 1967), režie George Sidney, Velká Británie,
- Pokrm Bohů (The Food of the Gods, 1976), režie Bert I. Gordon, USA,
- Ostrov Dr. Moreaua (The Island of Dr. Moreau, 1977), režie Don Taylor, USA,
- Neviditelný (rusky Čelověk-něvidimka, 1984), režie Alexandr Zacharov, SSSR,
- Ostrov Dr. Moreaua (The Island of Dr. Moreau, 1996), režie John Frankenheimer, USA,
- Stroj času (The Time Machine, 2002), režie Simon Wells, USA,
- Válka světů (The War of the Worlds, 2005), režie Steven Spielberg, USA.